# Đậu chỉ
Đậu chỉ (danh pháp hai phần: Teramnus labialis) là loài thực vật có hoa trong họ Đậu. Loài này được (L.f.) Spreng. miêu tả khoa học đầu tiên.